# 悉尼 (紐約州村)
悉尼（英語：Sidney）是位於美國紐約州特拉華縣的村。

## 人口
根據2020年美國人口普查的數據，悉尼的面積為6.28平方千米，當中陸地面積為6.16平方千米，而水域面積為0.11平方千米。當地共有人口3697人，而人口密度為每平方千米589人。